# Эрегордская гимназия
Эрегордская гимназия (дат. Øregård Gymnasium до 1919 года — Плокросская школа, дат. Plockross' Skole) — гимназия в районе Хеллеруп в Копенгагене, в Дании.

## История
Гимназия была основана в 1903 году В. Плокроссом в связи с чем называлась Плокросской школой. В 1919 году, с переходом школы под протекцию коммуны Гентофте, получила своё нынешнее наименование — Эрегордская гимназия. Гимназия располагалась на Duntzfelts Allé 8.
В 1924 году архитекторами Густавом Хагеном и Эдвардом Томсеном для гимназии было построено новое здание на Gersonsvej в районе Хеллеруп на севере Копенгагена.
С 1977 по 1980 год здание гимназии было капитально реставрировано и в 1995 году внесено в список охраняемых архитектурных объектов.
К столетию гимназии была издана книга Хелле Аскгорд и Каммы Хауган «Tidsbilleder 1903—2003». Фонд бывших выпускников гимназии Øregård Samfundet возглавляет Клаус Хёег Мадсен.

## Директора

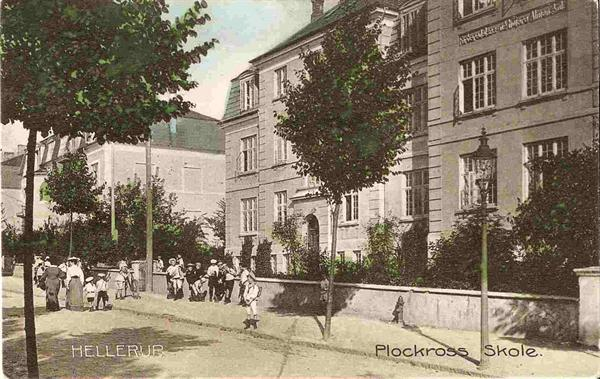
Школа в 1908 году

- V. Plockross (1903—1910)
- Paul Branth (1910—1912)
- Jens M. Krarup (1912—1927)
- Herluf Møller (1927—1950)
- Paul Rubinstein (1950—1972)
- Tage Bülow-Hansen (1972—1986)
- Lis Holck (1986—2000)
- Pia Nyring (с 2001)